# 中巴自由贸易协定
中华人民共和国政府和巴基斯坦伊斯兰共和国政府自由贸易协定，简称中巴自由贸易协定（英語：China–Pakistan Free Trade Agreement，CPFTA），是中华人民共和国和巴基斯坦伊斯兰共和国之间的自由貿易協定（FTA），旨在加强两国之间的贸易和伙伴关系。两国的早期经贸关系协定包括2003年的特惠贸易协定（PTA）、2006年的早期收获计划（EHP）和2015年的中巴經濟走廊（CPEC）。

## 概述
中巴自由贸易协定分為兩個階段。第一階段协定於2006年11月24日簽署，2007年7月生效实施。为进一步提高两国间贸易自由化便利化水平，中巴双方于2011年3月启动自贸协定第二阶段谈判，于2019年4月结束谈判并签署第二阶段自贸协定议定书，于2019年12月1日正式生效。
第一階段自由贸易协定的目標是降低85%的產品的關稅，並讓至少36%的產品完全取消關稅。這一階段的协定使中國和巴基斯坦的雙邊貿易在2007年至2018年間增長了242%。當中，中國的出口貨品超過巴基斯坦，導致巴基斯坦對中國的貿易逆差從2007年的25%上升到 2018 年的35%，即約130億美元。巴基斯坦國內的商業團體擔憂來自中國的廉價產品會加劇與國內生產商的競爭，另外也批評協定未能獲得有效進入中國市場的准入許可。因此雙方展開了第二階段的貿易谈判，旨在解決這些擔憂及加强两國之間的貿易關係，並進一步實現貿易自由化。中國和巴基斯坦的目標是在第二階段完成之前將雙邊貿易額增加到150億至200億美元，並取消75%的產品的關稅。

## 脚注
1. ↑  Shah, Kamal & Yu (2020)，第1頁.
2. ↑  Hussain & Shah (2017)，第294頁.
3. ↑  Chaudhry, Jamil & Chaudhry (2017)，第9頁.
4. ↑  Malik (2017)，第78-79頁.
5. ↑  Shabir & Kazmi (2007)，第178 & 180頁.
6. ↑  . www.ndrc.gov.cn.   [2022-11-30]. （原始内容存档于2022-11-30）.
7. ↑  . www.mofcom.gov.cn.   [2022-11-30]. （原始内容存档于2022-11-30）.
8. ↑  Shabir & Kazmi (2007)，第189頁.
9. 1 2 3  The Pakistan Business Council (2020).
10. 1 2  Shah, Kamal & Yu (2020)，第2頁.
11. ↑  Shabir & Kazmi (2007)，第190頁.
12. ↑  Wong (2020).